# Henry Schultz
Pour les articles homonymes, voir Schultz.
Henry Schultz  (4 septembre 1893 - 26 novembre 1938) est un économiste et statisticien américain, l'un des fondateurs de l'économétrie.

## Biographie

### Jeunesse et études
Henry Schultz naît le 4 septembre 1893 à Charkowchtchyna, ville de l'Empire russe qui fait maintenant partie de la Biélorussie. Sa famille déménage aux États-Unis, à New York, où il mène ses études secondaires.
Il obtient une licence (Bachelor of Arts) au City College of New York en 1916. Il est ensuite admis en master au sein de l'université Columbia, mais doit interrompre ses études en 1917 car il est enrôlé dans l'armée et participe aux combats de la Première Guerre mondiale. 
Une fois la guerre finie, il obtient une bourse qui lui permet d'étudier en 1919 à la London School of Economics et au Galton Laboratory de l'University College de Londres. Il a alors l'occasion d'assister aux conférences de Karl Pearson sur des statistiques.
Après son retour aux États-Unis, en 1920, il épouse Bertha Schultz Greenstein. Il continue à étudier pour son doctorat à l'université Columbia, en même temps mener des travaux statistiques aux Bureau du recensement des États-Unis, War Trade Board et département du Travail des États-Unis. Il obtient un doctorat en économie de Columbia en 1925 avec une thèse sur l'estimation des courbes de demande écrite sous la direction de Henry L. Moore.

### Parcours professionnel
En 1926, Schultz rejoint l'université de Chicago, où il a d'ailleurs passé le reste de sa carrière d'enseignement et de recherche. C'est dans ces années qu'il a Milton Friedman comme assistant. En 1930, il est l'un des seize membres fondateurs de la Société d'économétrie.
Il meurt le 26 novembre 1938, près de San Diego, en Californie, dans un accident de voiture qui a tué également son épouse et ses deux filles. Sa disparition incita l'université de Chicago à inviter la Cowles Commission comme un «substitut» pour Schultz.

## Travaux
Il est l'un des principaux économiste walrasien aux États-Unis, un pionnier dans l'introduction des méthodes quantitatives en économie, et l'un des membres éminents de l'École de Chicago au début avant sa mort subite.
Schultz a passé une grande partie de sa courte carrière à estimer statistiquement l'offre et la demande pour des fonctions différentes dans l'ensemble des produits multi-marchés, complexité de  système d'équilibre général de Walras. Ses efforts sont mieux pris en compte dans ses deux plus célèbres études (1928, 1938). Son travail sur l'application des méthodes statistiques aux sujets économiques ont jeté les jalons pour la mise sur pied de l'économétrie.

## Œuvres
- "Elasticity of Demand and the Coefficient of Correlation", 1923, QJE
- "An Extension of the Method of Moments", 1925, JASA
- "Theoretical Considerations Relating to Supply", 1927, JPE.
- "Mathematical Economics and the Quantitative Method", 1927, JPE.
- Statistical Laws of Demand and Supply with Special Application to Sugar, 1928.
- "Rational Economics", 1928, AER
- "Marginal Productivity and the General Pricing Process", 1929, JPE.
- The Meaning of Statistical Demand Curves, 1930.
- "The Standard Error of a Forecast from a Curve", 1930, JASA.
- "The Italian School of Mathematical Economics", 1931, JPE
- "Frisch on the Measurement of Utility", 1933, JPE.
- "The Standard Error of the Coefficient of Elasticity of Demand", 1933, JASA.
- "A Comparison of Elasticities of Demand Obtained by Different Methods", 1933, Econometrica.
- "Interrelations of Demand", 1933, JPE.
- "Interrelations of Demand, Price and Income", 1935, JPE.
- "Review of Leon Walraslien

", 1937, JPE.
- "The Quantitative Method with Special Reference to Economic Inquiry", 1938, Cowles Fourth Annual Research Conference
- The Theory of Measurement of Demand, 1938.
- A Misunderstanding in Index Theory: The true Konus condition on cost-of-living index numbers and its limitations, 1939, Econometrica